# Tampen brænder
|  | Denne artikel er oprettet af botten Steenthbot ud fra en ekstern database. Den kan derfor have sproglige fejl eller mangler. Denne skabelon kan fjernes efter kontrol af indholdet. |

Tampen brænder er en dansk undervisningsfilm fra 1965 instrueret af Werner Hedman.

## Handling
Over halvdelen af alle ulykker finder sted i hjemmets trygge havn. De fleste skyldes tankeløshed i den daglige omgang med så farlige ting som køkkenknive, stikkontakter, vindueshasper m.m.